# Albrecht Schöne

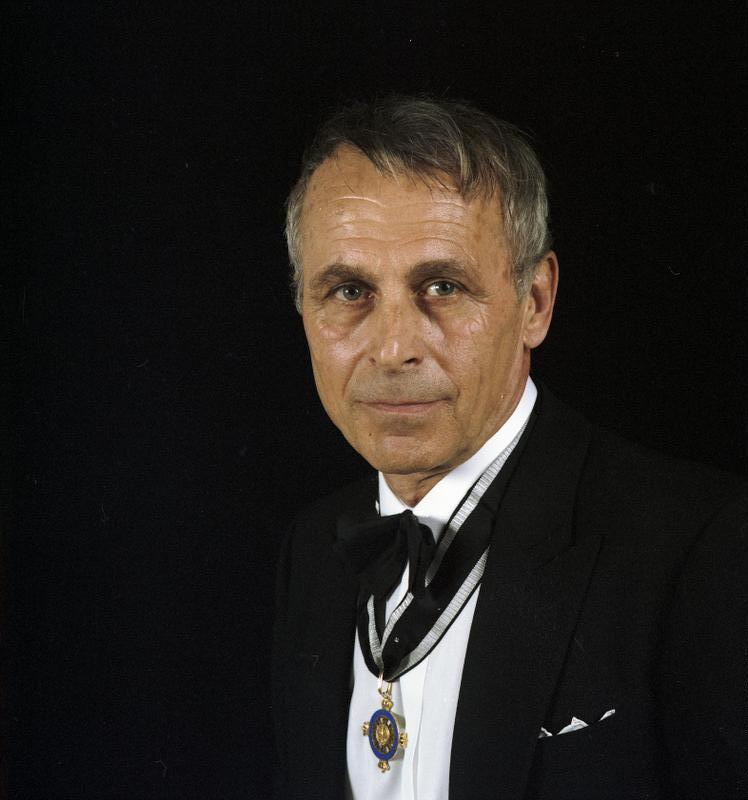
Albrecht Schöne mit dem Orden Pour le Mérite für Wissenschaften und Künste, 1991

Albrecht Schöne (* 17. Juli 1925 in Barby; † 21. Mai 2025 in Oldenburg (Oldb)) war ein deutscher Germanist und Hochschullehrer.

## Leben
Albrecht Schöne war ein Urenkel, Enkel und Neffe von Pfarrern. Sein jüngerer Bruder Jobst Schöne war Bischof der Selbständigen Evangelisch-Lutherischen Kirche.
Schöne besuchte von 1935 bis 1943 die altsprachliche Winckelmann-Schule zu Stendal. Im Zweiten Weltkrieg meldete er sich 1943 freiwillig zur Wehrmacht und kam 1945 im Rang eines Leutnants der Reserve in US-amerikanische Kriegsgefangenschaft. Schöne legte nach seiner Entlassung aus der Kriegsgefangenschaft das Abitur 1946 am Gymnasium in Bünde ab, dessen Direktor sein Vater war. Nach dem Studium von Germanistik, Geschichte, Psychiatrie und Theologie in Freiburg, Basel, Göttingen und Münster wurde er 1952 mit einer maschinenschriftlich vorliegenden Dissertation Interpretationen zur dichterischen Gestaltung des Wahnsinns in der deutschen Literatur in Münster promoviert. 1957 habilitierte er sich an der Georg-August-Universität in Göttingen mit der Arbeit Säkularisation als sprachbildende Kraft. Studien zur Dichtung deutscher Pfarrersöhne.
Von 1958 bis 1960 lehrte er als außerordentlicher Professor an der Westfälischen Wilhelms-Universität Münster, dann von 1960 bis zur Emeritierung 1990 als ordentlicher Professor für Deutsche Philologie (Neuere Deutsche Literatur) in Göttingen. Als erster Deutscher nach dem Zweiten Weltkrieg war er von 1980 bis 1985 Präsident der Internationalen Vereinigung für Germanische Sprach- und Literaturwissenschaft (IVG) und leitete im August 1985 deren VII. Kongress in Göttingen. Außer Arbeiten über die deutsche Literatur der Gegenwart hat Schöne vor allem Forschungsbeiträge zur Literatur des Barockzeitalters (Emblematik), zur Aufklärung (Georg Christoph Lichtenberg) und zu Goethe veröffentlicht. Weit verbreitet ist insbesondere seine erstmals 1994 erschienene Neuedition und Kommentierung der ‚Faust‘-Dichtungen.
Ende 2017 berichtete Schöne über massive Anfeindungen, denen er seit 1968 von linksextremen Studenten ausgesetzt gewesen sei. Als Liberaler sei er zwischen die linke und die konservative Seite geraten. Gruppen von bis zu 700 Personen hätten mehrfach seine Vorlesungen gestört, teilweise sei ihm auch das Manuskript entrissen worden. 1977 habe er telefonische Morddrohungen erhalten; die Anrufer hätten auf das Schicksal von Siegfried Buback verwiesen. Auch in seinen 2020 erschienenen Memoiren behandelt er dieses Thema, ebenso wie den Umgang der deutschen Germanistik mit ihrer Rolle in der Zeit des Nationalsozialismus.
Albrecht Schöne starb im Mai 2025 kurz vor seinem hundertsten Geburtstag.

## Mitgliedschaften
- Seit 1966: Mitglied der Akademie der Wissenschaften zu Göttingen, seit 2017 Ehrenmitglied
- 1980: Mitglied der Deutschen Akademie für Sprache und Dichtung
- 1982: Korrespondierendes Mitglied der Bayerischen Akademie der Wissenschaften
- 1984: Honorary Member of the Modern Language Association of America
- 1984: Korrespondierendes Mitglied der Österreichischen Akademie der Wissenschaften
- 1985: Ausländisches Mitglied der Königlichen Niederländischen Akademie der Wissenschaften
- 1987: Korrespondierendes Mitglied der Rheinisch-Westfälischen Akademie der Wissenschaften
- 1992: Foreign Honorary Member of the American Academy of Arts and Sciences
- 1994: Korrespondierendes Mitglied des Institute of German Studies, London

## Ehrungen
- 1982: Weinpreis für Literatur
- 1983: Johann-Heinrich-Merck-Preis für literarische Kritik und Essay
- 1989: Ehrendoktor der Philosophie der Eberhard Karls Universität Tübingen
- 1989: Niedersächsischer Staatspreis
- 1990: Orden Pour le Mérite für Wissenschaften und Künste
- 1991: Carl-Zuckmayer-Medaille
- 1991: Ehrendoktor der Theologie der Ruprecht-Karls-Universität Heidelberg
- 1992: Großes Verdienstkreuz mit Stern des Verdienstordens der Bundesrepublik Deutschland
- 1993: Österreichisches Ehrenzeichen für Wissenschaft und Kunst
- 1995: Reuchlin-Preis der Stadt Pforzheim
- 2015: Ehrenmedaille der Stadt Göttingen
- 2017: Einhard-Preis

## Werke (Auswahl)

### Monographien
- Säkularisation als sprachbildende Kraft. Studien zur Dichtung deutscher Pfarrersöhne. Vandenhoeck & Ruprecht, Göttingen 1958, 2. Aufl. 1968, ISBN 3-406-05878-7.
- Emblematik und Drama im Zeitalter des Barock. Verlag C. H. Beck, München 1964, 3. Aufl. 1993, ISBN 978-3-406-37113-4.
- Kürbishütte und Königsberg. Modellversuch einer sozialgeschichtlichen Entzifferung poetischer Texte. Am Beispiel Simon Dach. Verlag C. H. Beck, München 1975, 2. Aufl. 1982, ISBN 3-406-05878-7.
- „Regenbogen auf schwarzgrauem Grunde“ – Goethes Dornburger Brief an Zelter zum Tod seines Großherzogs. Rede anlässlich des Symposions zu Ehren von Professor Dr. med. Gerhard Joppich am 5.11.1978. (= Göttinger Universitätsreden, Heft 65). Vandenhoeck & Ruprecht, Göttingen 1981, ISBN 978-3-525-82617-1.
- Aufklärung aus dem Geist der Experimentalphysik. Lichtenbergsche Konjunktive. Verlag C. H. Beck, München 1982, 3. Aufl. 1993, ISBN 3-406-09087-7.
- Götterzeichen, Liebeszauber, Satanskult. Neue Einblicke in alte Goethetexte. Verlag C. H. Beck, München 1982, 3. Aufl. 1993, ISBN 3-406-37331-3.
- Göttinger Bücherverbrennung 1933. Rede am 10. Mai 1983 zur Erinnerung an die 'Aktion wider den undeutschen Geist'. (= Göttinger Universitätsreden, Heft 70). Vandenhoeck & Ruprecht, Göttingen 1983, ISBN 978-3-525-82622-5.
- Goethes Farbentheologie. Verlag C. H. Beck, München 1987, ISBN 3-406-32361-8.
- Schillers Schädel. Verlag C. H. Beck, München 2002, 3. Aufl. 2005, ISBN 3-406-52855-4.
- Vom Betreten des Rasens. Siebzehn Reden über Literatur. Herausgegeben von Ulrich Joost, Jürgen Stenzel, Ernst-Peter Wieckenberg. Verlag C. H. Beck, München 2005, 2. Aufl. 2006, ISBN 3-406-52889-9.
- Der Briefschreiber Goethe. Verlag C. H. Beck, München 1. bis 3. Aufl. 2015, ISBN 978-3-406-67603-1.
  - Durchgesehene Auflage: Der Briefschreiber Goethe. C. H. Beck Paperback, München 2019, ISBN 978-3-406-73967-5.
- Keine Gesänge aus dem Elfenbeinturm. Sechs Kleinigkeiten, eine Reverenz und das Schriftenverzeichnis. Herausgegeben von Ulrich Joost, Thedel v. Wallmoden. Wallstein Verlag, Göttingen 2015, ISBN 978-3-8353-1806-9.

### Editionen
- Das Zeitalter des Barock. Texte und Zeugnisse (= Die deutsche Literatur. Band 3). Verlag C. H. Beck, München 1963 (3. Aufl. 1988, ISBN 3-406-33418-0).
- Emblemata. Handbuch zur Sinnbildkunst des XVI. und XVII. Jahrhunderts. Verlag J. B. Metzler, Stuttgart 1967 (erg. Neuausg. 1976, Sonderausg. 1978, Taschenausg. 1996), Sonderausgabe (2013), ISBN 978-3-476-02537-1, Supplement der Erstausgabe (1990), ISBN 978-3-476-00326-3 (Hrsg. zusammen mit Arthur Henkel)
- Georg Christoph Lichtenberg: Briefwechsel. Im Auftrag der Akademie der Wissenschaften zu Göttingen, Band 1–4, Verlag C. H. Beck, München 1983–1992, ISBN 978-3-406-53155-2 (Hrsg. zusammen mit Ulrich Joost).
- Johann Wolfgang Goethe: Faust. Texte und Kommentare (= Sämtliche Werke, Briefe, Tagebücher und Gespräche, 1. Abt. Band 7/1 und 7/2; = Bibliothek deutscher Klassiker. Band 114). Suhrkamp Verlag, Frankfurt/Main 1994, ISBN 3-618-60270-7 (diverse überarb. und erg. Neuaufl.; zuletzt als Taschenbücher: Neunte, revidierte und aktualisierte Auflage 2019: Deutscher Klassiker Verlag, Berlin, ISBN 978-3-618-68052-9).

### Autobiographie
- Erinnerungen. Wallstein Verlag, 1.–3. Aufl. Göttingen 2020, ISBN 978-3-8353-3811-1.